# Eat the Heat
| 전문가 평가                      | 전문가 평가 |
| 평가 점수                        | 평가 점수   |
| 출처                             | 점수        |
| -------------------------------- | ----------- |
| AllMusic                         | [ 2 ]       |
| Collector's Guide to Heavy Metal | 4/10        |
| The Rolling Stone Album Guide    | [ 4 ]       |

《Eat the Heat》은 1989년 5월 11일에 발매된 독일의 헤비 메탈 밴드 억셉트의 여덟 번째 스튜디오 음반이다. 1988년 9월부터 1989년 1월까지 쾰른의 더크스 스튜디오에서 녹음되었다. 비록 짐 스테이시가 음반 라인업에서 리듬 기타리스트로 제시되지만, 음반 크레딧에는 음반의 모든 기타 작업이 울프 호프만이 연주했다고 명시되어 있다. 스테이시는 밴드와 함께 두 번째 기타 라이브를 했다. 2010년 《Blood of the Nations》까지는 우도 디르크슈나이더가 리드 보컬로 참여하지 않은 유일한 음반이었다. U.D.O.는 〈Turn the Wheel〉에서 크라우드 보컬로 기여한다. U.D.O.는 또한 2001년 컴필레이션 《A Tribute to Accept II》에서 노래 〈X-T-C〉를 커버했다. 이후 녹음된 〈Generation Clash II〉는 1994년 음반 《Death Row》의 보컬로 우도 디르크슈나이더와 함께 녹음되었다.

## 배경
다시 한번 이 음반은 1988년 9월부터 1989년 1월까지 스톰멜른에 있는 디터 더크스의 스튜디오에서 녹음되었다. 비록 짐 스테이시가 투어에서 연주한 두 번째 기타리스트에 의해 고용되었지만, 울프 호프만이 직접 기타를 인수했다. 음악적으로, 밴드는 새로운 가수 데이비드 리스와 상업적 취향에 맞게 작사, 작곡을 각색했고, 따라서 이전 발매에서 멀어졌다.

## 곡 목록
모든 곡들은 억셉트와 개비 호프만에 의해 작사/작곡하였다.

### 유럽 버전
| #  | 제목                 | 재생 시간 |
| -- | -------------------- | --------- |
| 1. | 〈X-T-C〉            | 4:25      |
| 2. | 〈Generation Clash〉 | 6:22      |
| 3. | 〈Chain Reaction〉   | 4:38      |
| 4. | 〈Love Sensation〉   | 4:42      |
| 5. | 〈Turn the Wheel〉   | 5:24      |

| #   | 제목                 | 재생 시간 |
| --- | -------------------- | --------- |
| 6.  | 〈Prisoner〉         | 4:50      |
| 7.  | 〈Mistreated〉       | 8:52      |
| 8.  | 〈Stand 4 What U R〉 | 4:05      |
| 9.  | 〈Hellhammer〉       | 5:29      |
| 10. | 〈D-Train〉          | 4:24      |

### 미국 버전
| #  | 제목                 | 재생 시간 |
| -- | -------------------- | --------- |
| 1. | 〈X-T-C〉            | 4:25      |
| 2. | 〈Prisoner〉         | 4:50      |
| 3. | 〈Love Sensation〉   | 4:42      |
| 4. | 〈Chain Reaction〉   | 4:38      |
| 5. | 〈Stand 4 What U R〉 | 4:05      |
| 6. | 〈D-Train〉          | 4:24      |

| #   | 제목                 | 재생 시간 |
| --- | -------------------- | --------- |
| 7.  | 〈Generation Clash〉 | 6:22      |
| 8.  | 〈Turn the Wheel〉   | 5:24      |
| 9.  | 〈Hellhammer〉       | 5:29      |
| 10. | 〈Mistreated〉       | 8:52      |

### 2014년 리마스터드 버전
| #   | 제목                       | 재생 시간 |
| --- | -------------------------- | --------- |
| 1.  | 〈X-T-C〉                  | 4:25      |
| 2.  | 〈Generation Clash〉       | 6:22      |
| 3.  | 〈Chain Reaction〉         | 4:38      |
| 4.  | 〈Love Sensation〉         | 4:42      |
| 5.  | 〈Turn the Wheel〉         | 5:24      |
| 6.  | 〈Hellhammer〉             | 5:30      |
| 7.  | 〈Prisoner〉               | 4:50      |
| 8.  | 〈I Can't Believe in You〉 | 4:48      |
| 9.  | 〈Mistreated〉             | 8:53      |
| 10. | 〈Stand 4 What U R〉       | 4:05      |
| 11. | 〈Break the Ice〉          | 4:12      |
| 12. | 〈D-Train〉                | 4:24      |